# Chapelle de Ti Mamm Doué
Ne pas confondre avec Ti Mamm Doué, communauté religieuse et centre spirituel situé à Cléguérec dans le Morbihan.
La chapelle de Ti Mamm Doué est une chapelle située à Quimper, en France. Le nom signifie en breton : « Maison de la Mère de Dieu ».

## Description
Cette chapelle Renaissance possède au sud une belle porte gothique avec des colonnettes torsadées décorées à la base de nids d'abeille et le vitrail du croisillon sud représente une procession où les paroissiens avaient posé.

## Localisation
La Chapelle est située dans la commune de Quimper dans le département français du Finistère, en région Bretagne.

## Historique
La chapelle est de style gothique tardif ; l'une de ses portes est datée de 1541, l'autre (de style classique) de 1605. Selon la tradition, le père Julien Maunoir, prédicateur célèbre, y aurait reçu le don de la langue bretonne le 8 juin 1631, jour de Pentecôte .
Le vitrail patriotique de la chapelle a été conçu après la Première Guerre mondiale pour commémorer l'Offensive Meuse-Argonne du 26 au 29 septembre 1918 à laquelle participèrent des poilus finistériens du 118e régiment d'infanterie.
Les deux vitraux datant de 1995 sont l'œuvre du peintre François Dilasser et du maître verrier Jean Pierre Le Bihan.
L'édifice est classé au titre des monuments historiques par arrêté du 20 mars 1903.

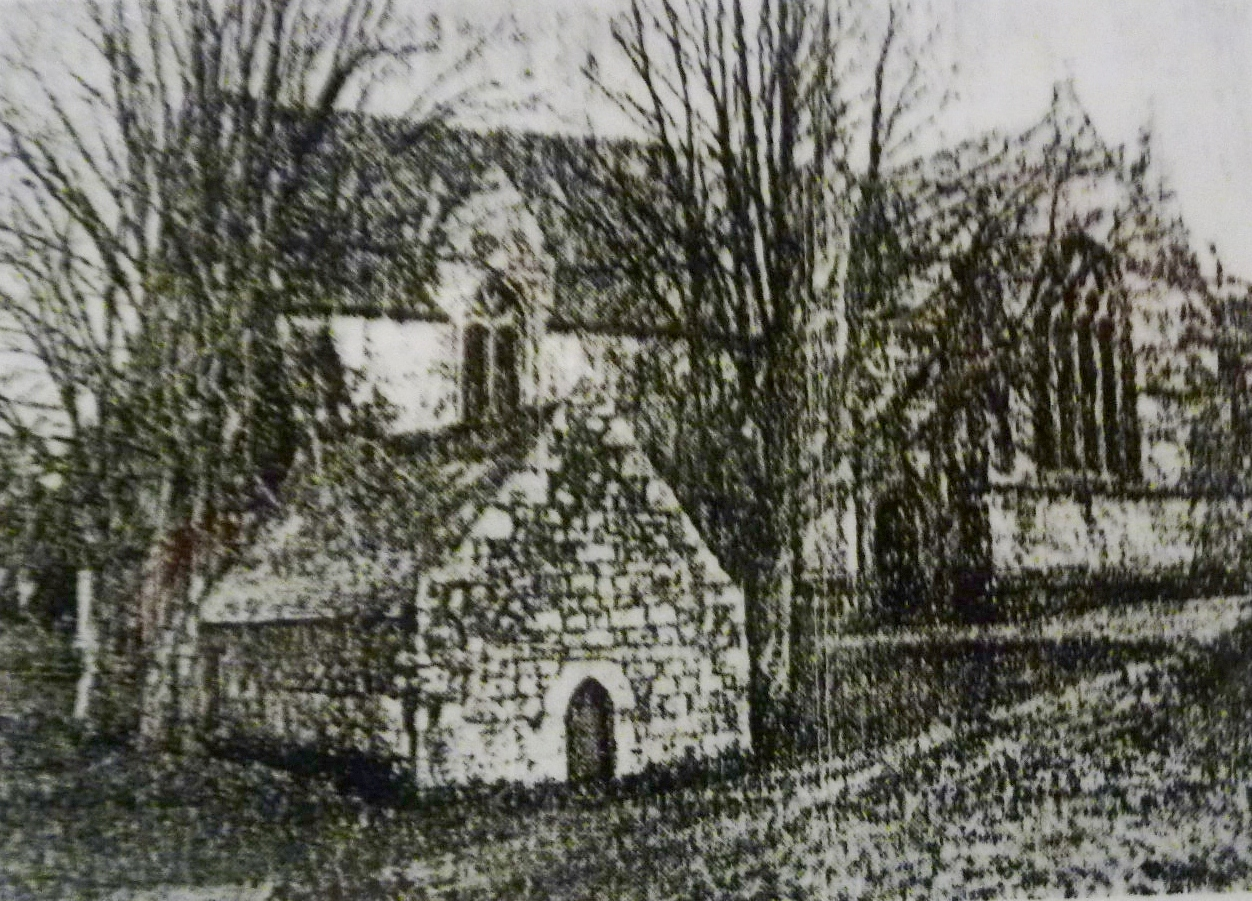
photographie ancienne, début XXe siècle
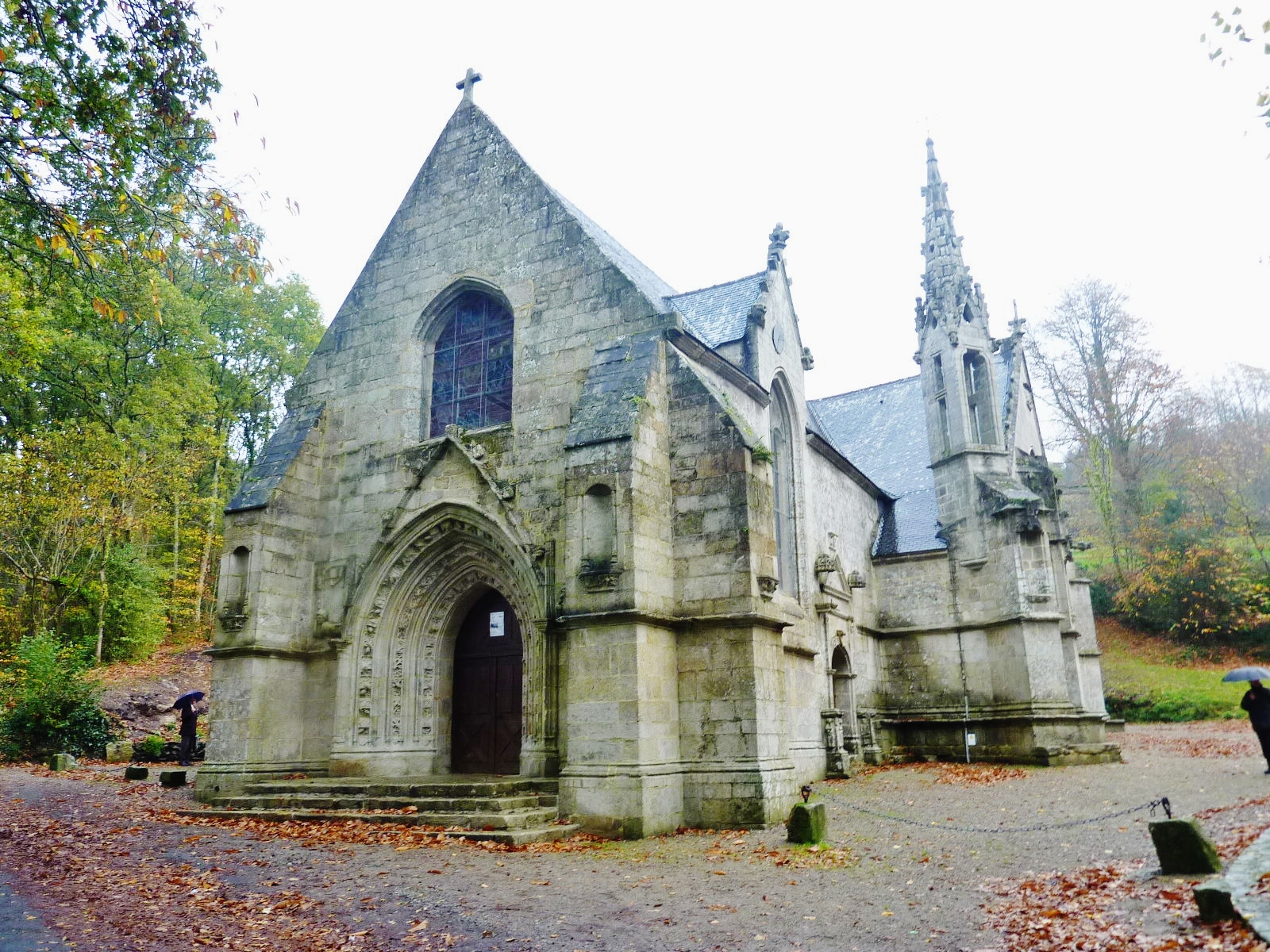
vue extérieure d'ensemble
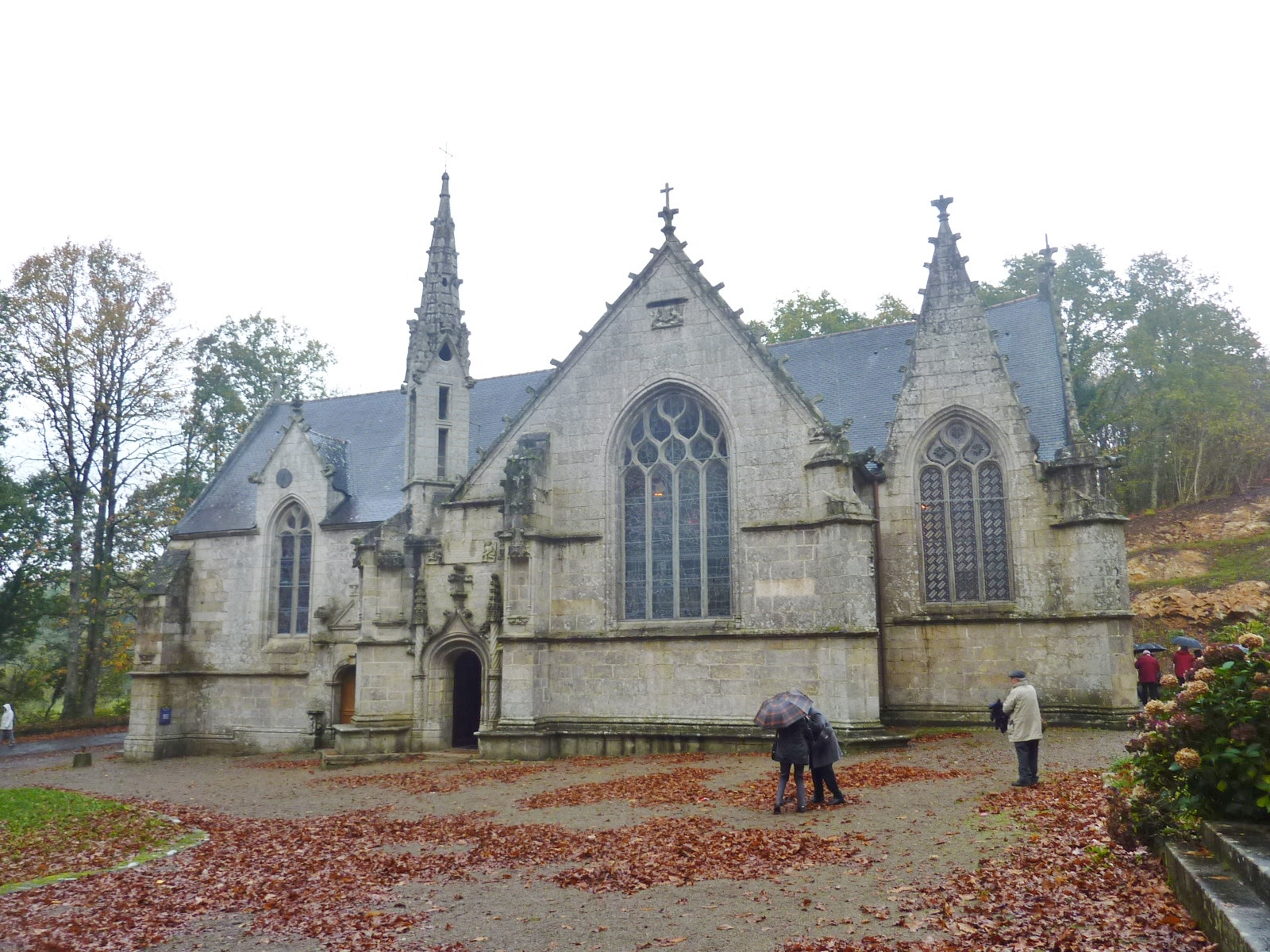
vue extérieure d'ensemble
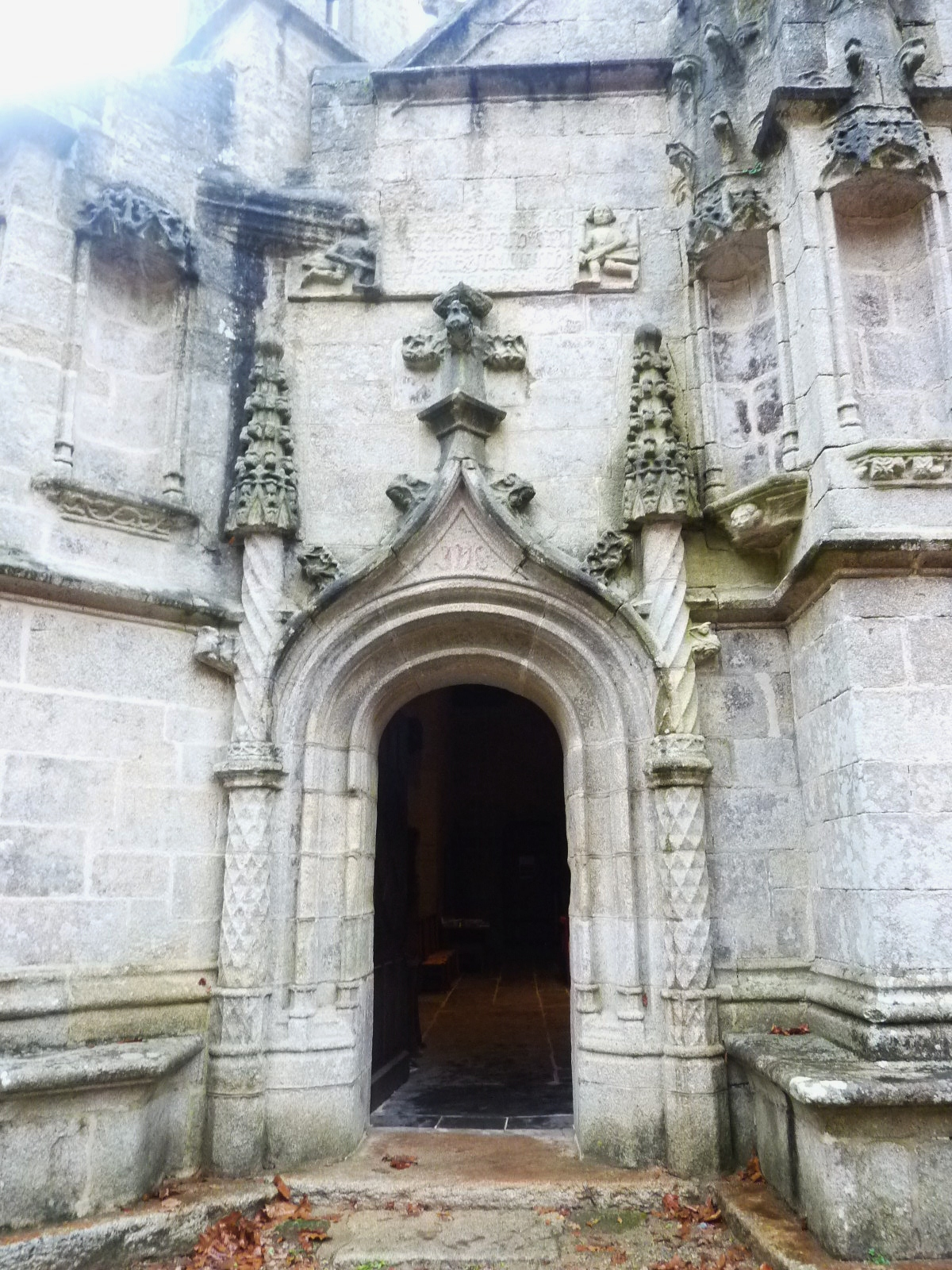
portail d'entrée
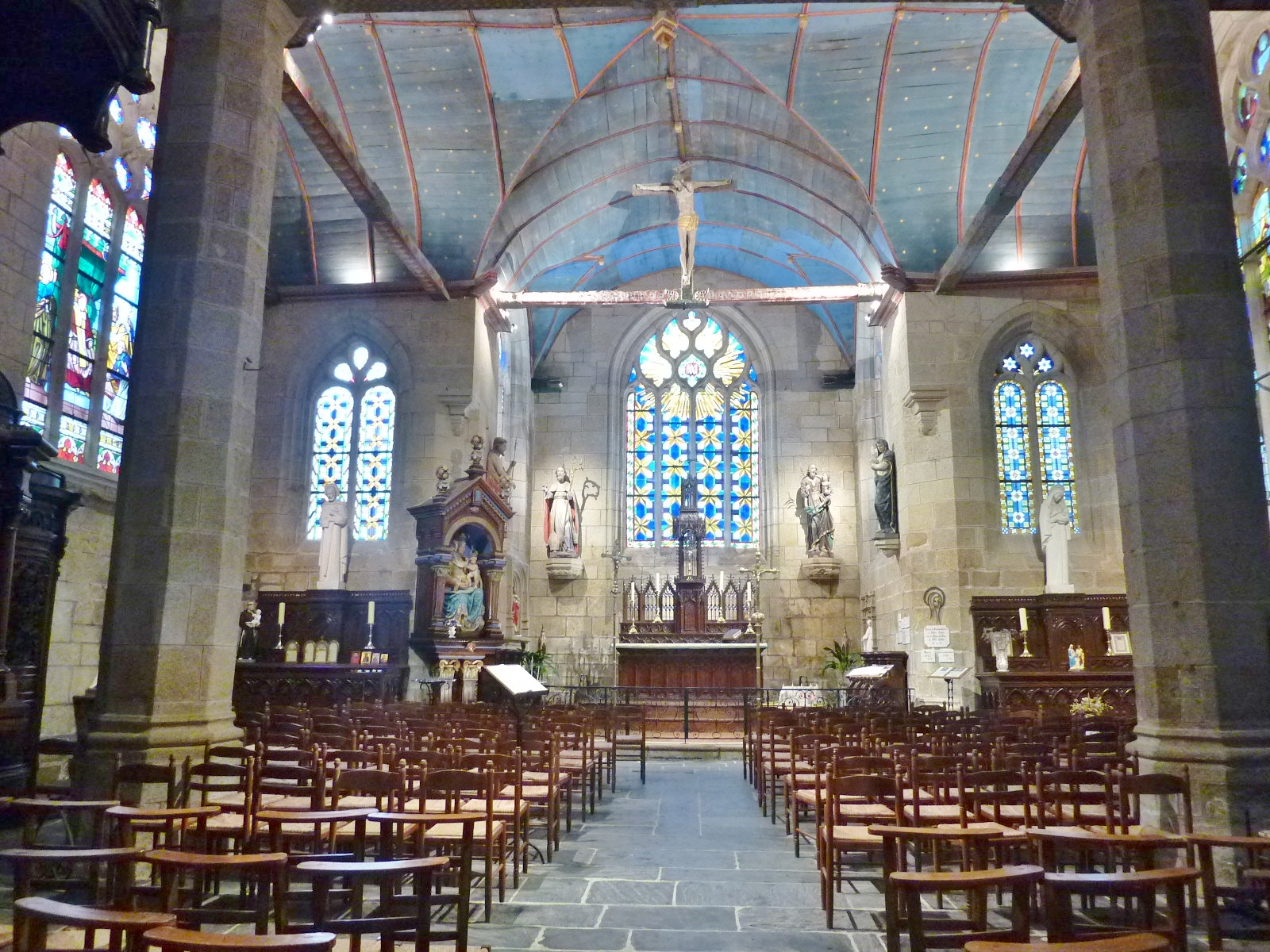
vue intérieure d'ensemble
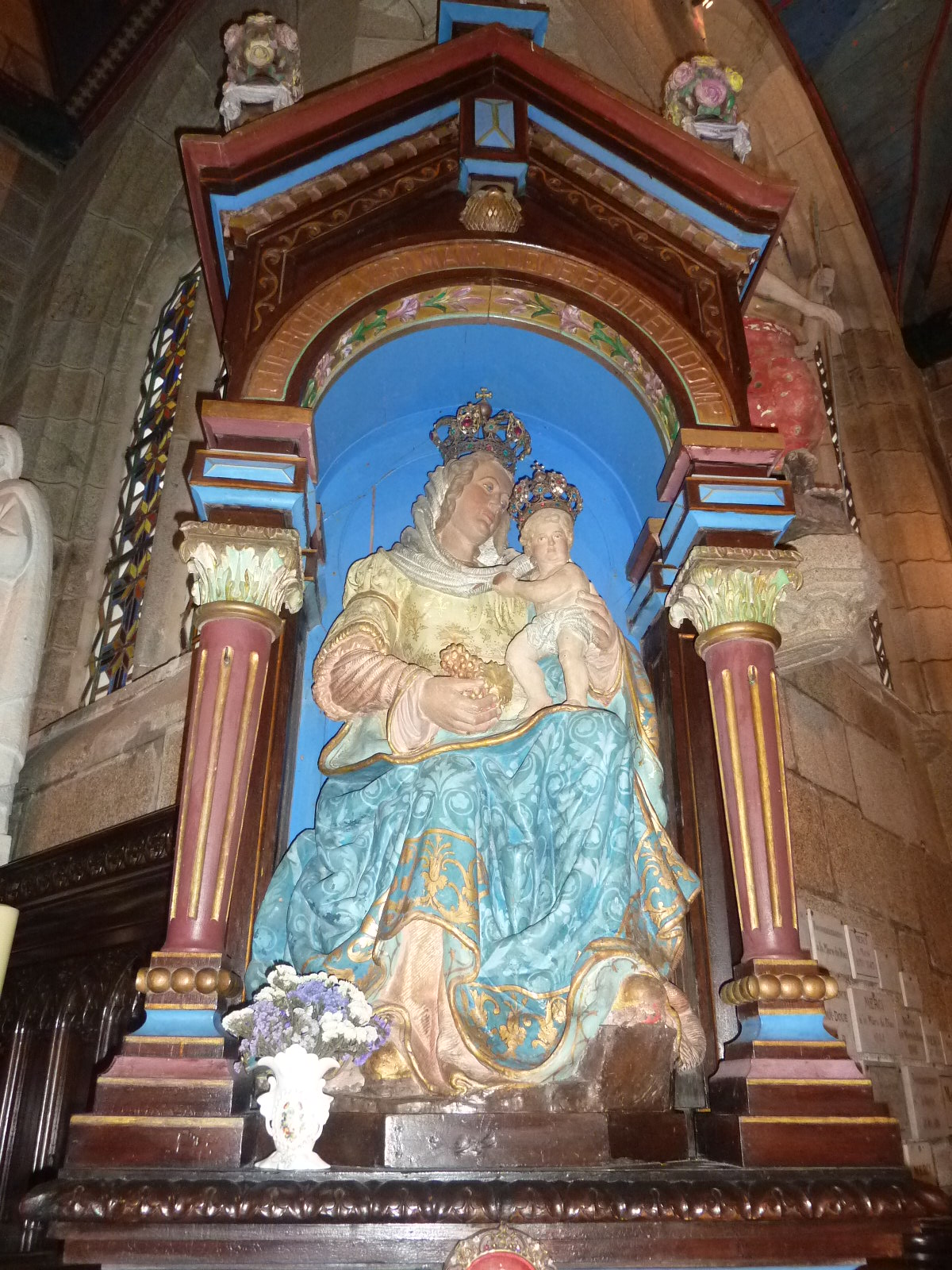
statue de la "Mère de Dieu"
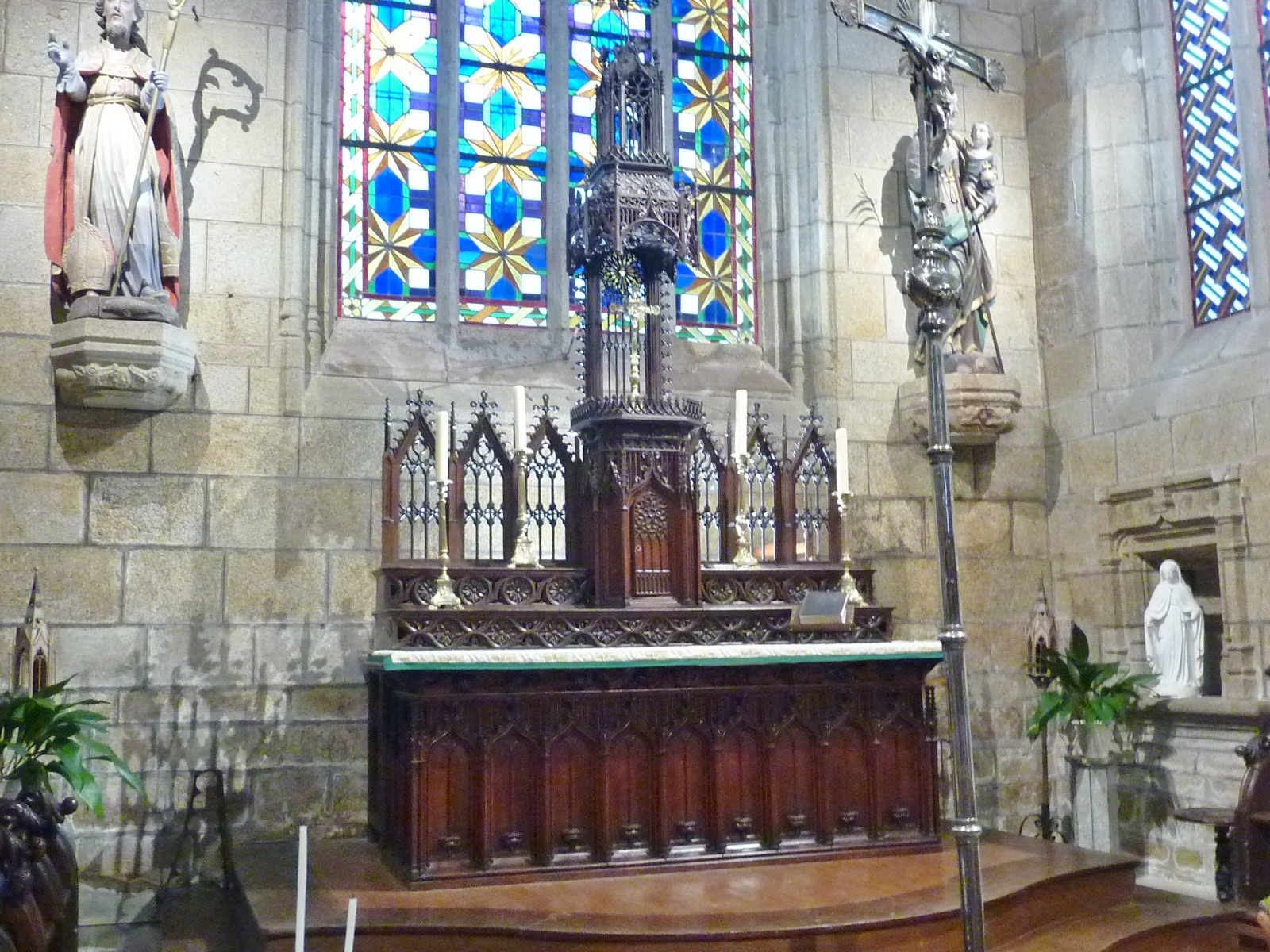
le maître-autel
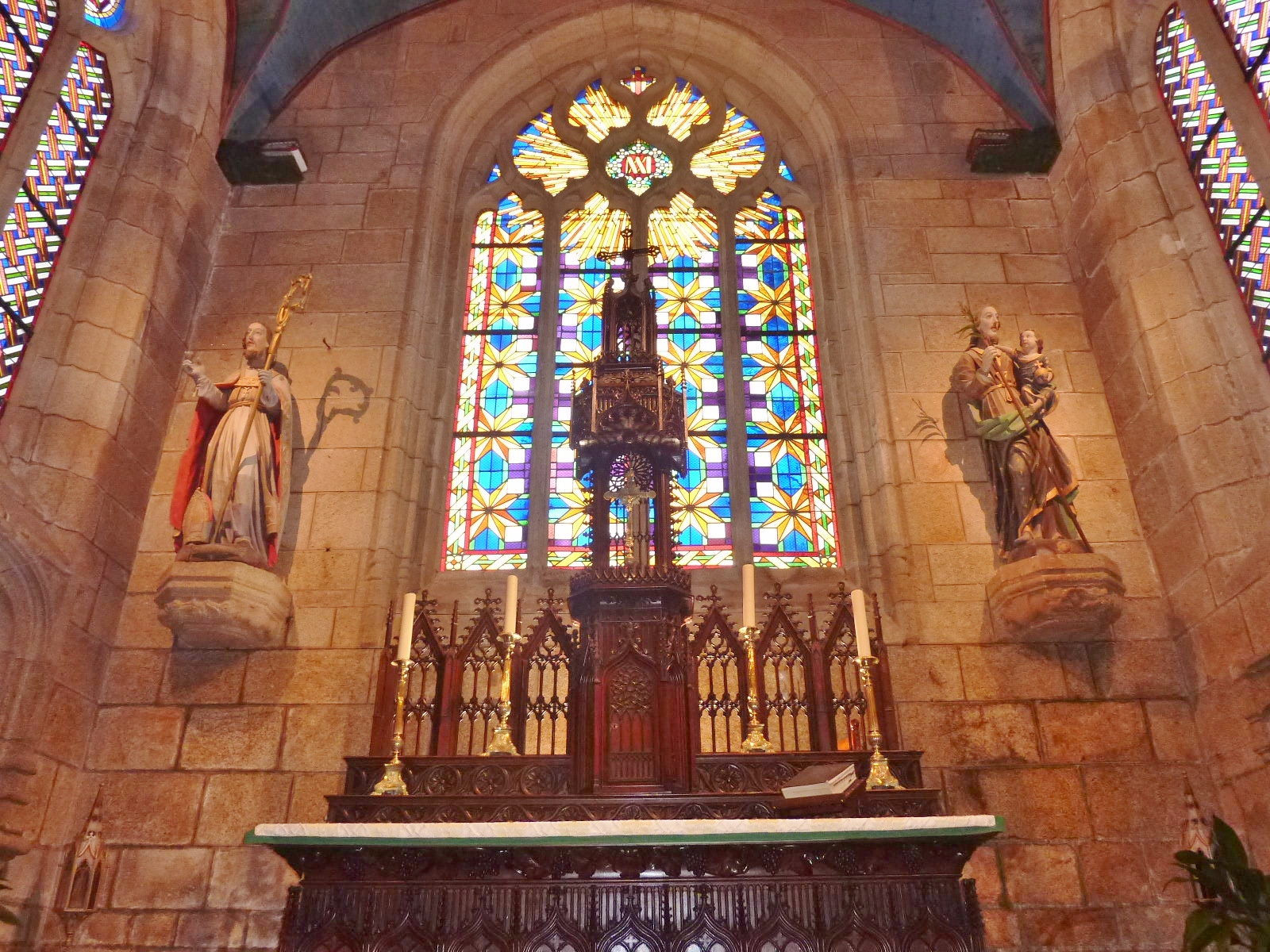
vitrail au-dessus du maître-autel
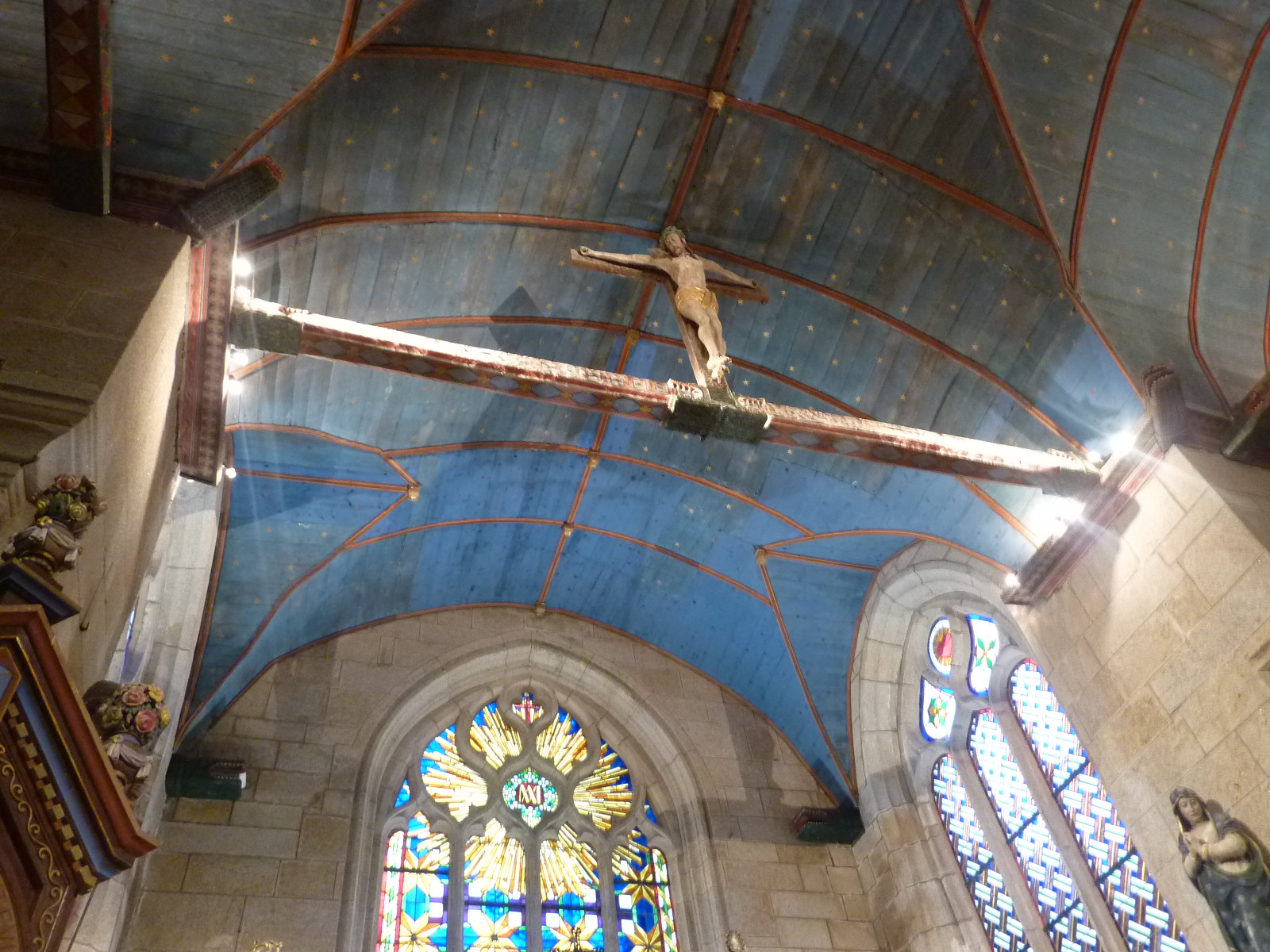
poutre de gloire
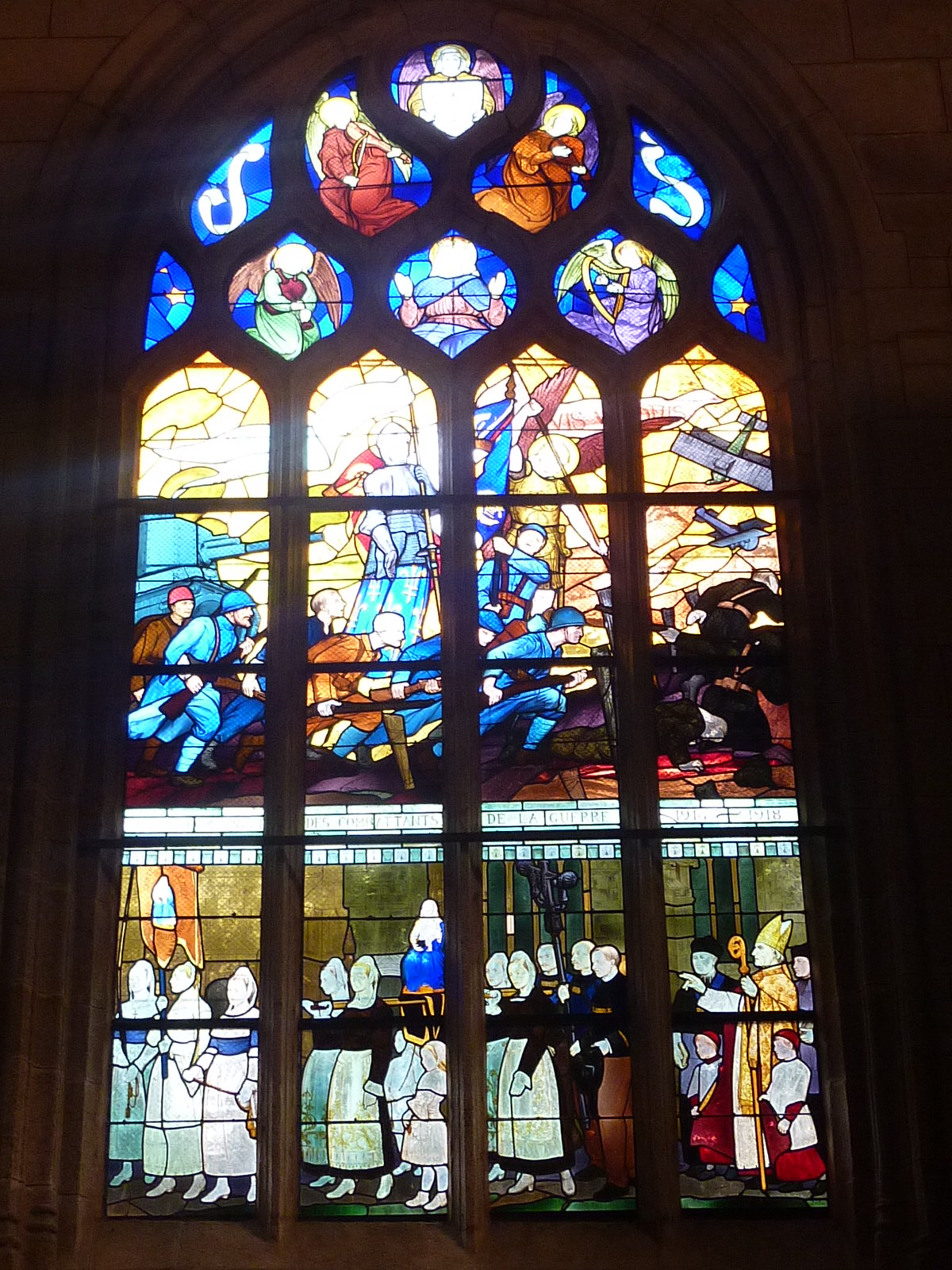
vitrail représentant des combats de la Première guerre mondiale et, en bas, un pardon à Ty Mamm Doué vers 1920
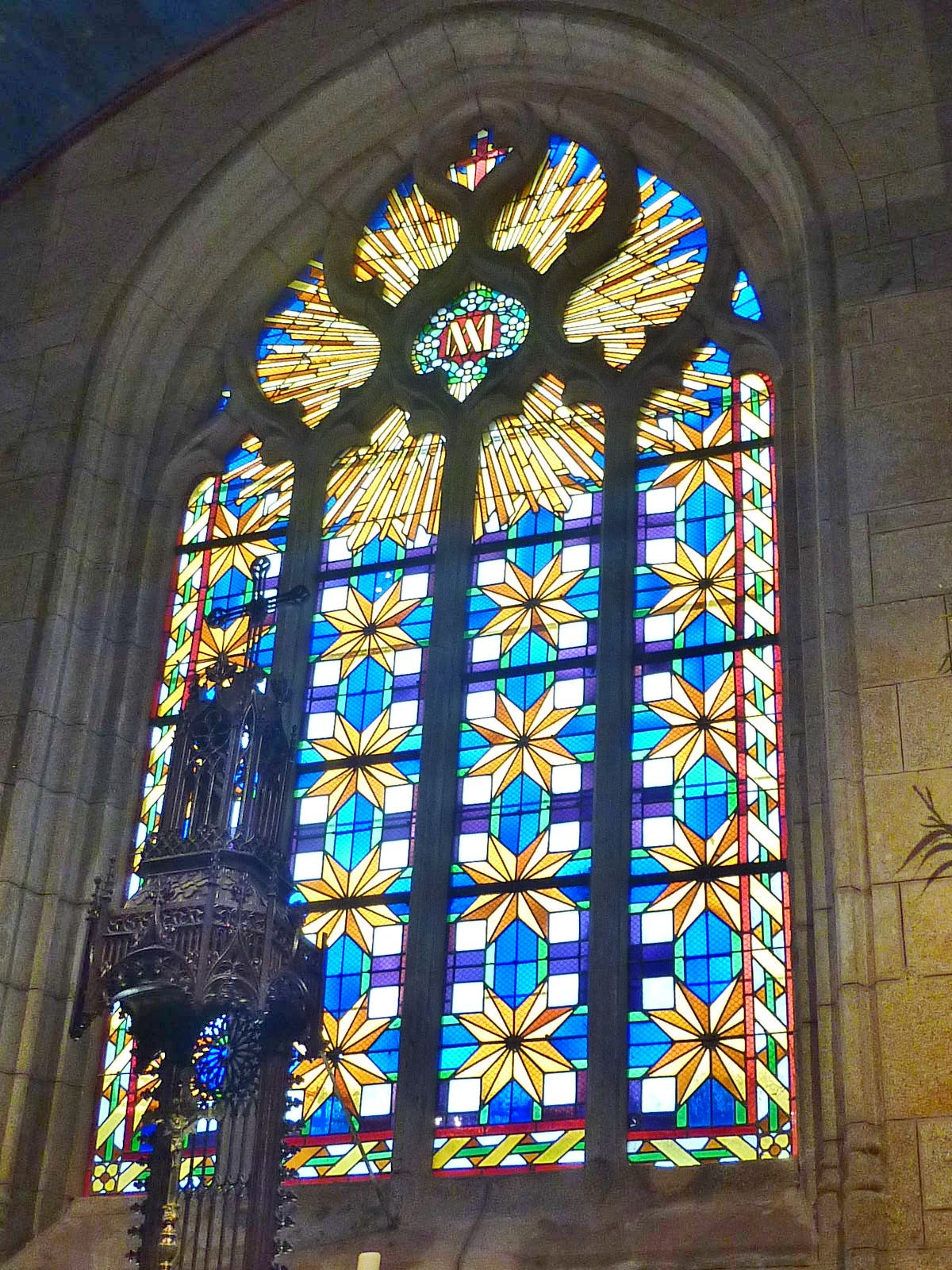
autre vitrail
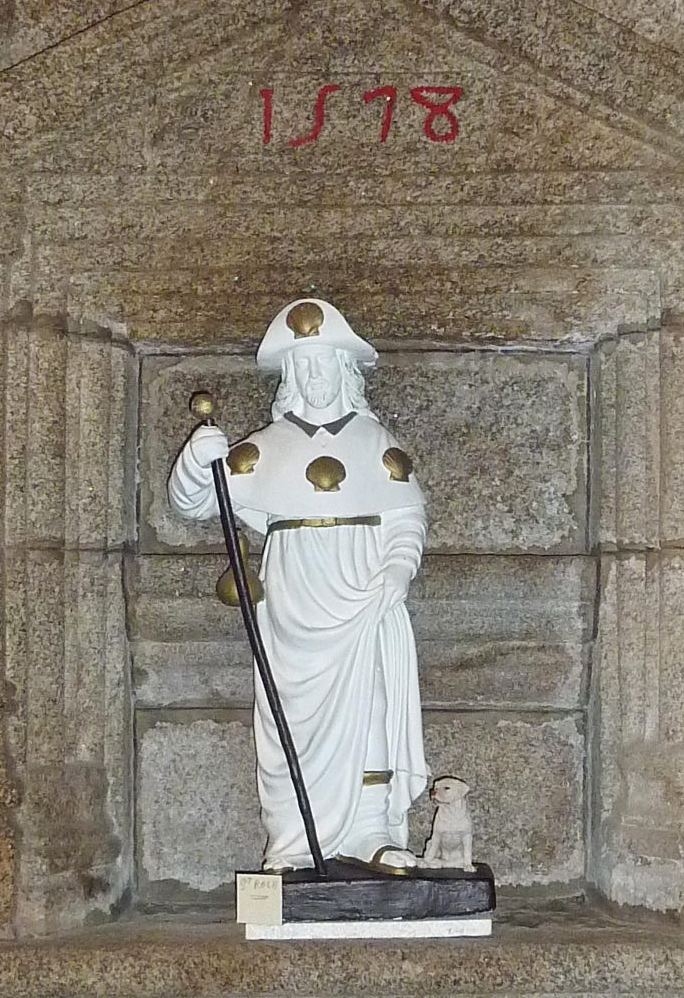
statue de saint Roch
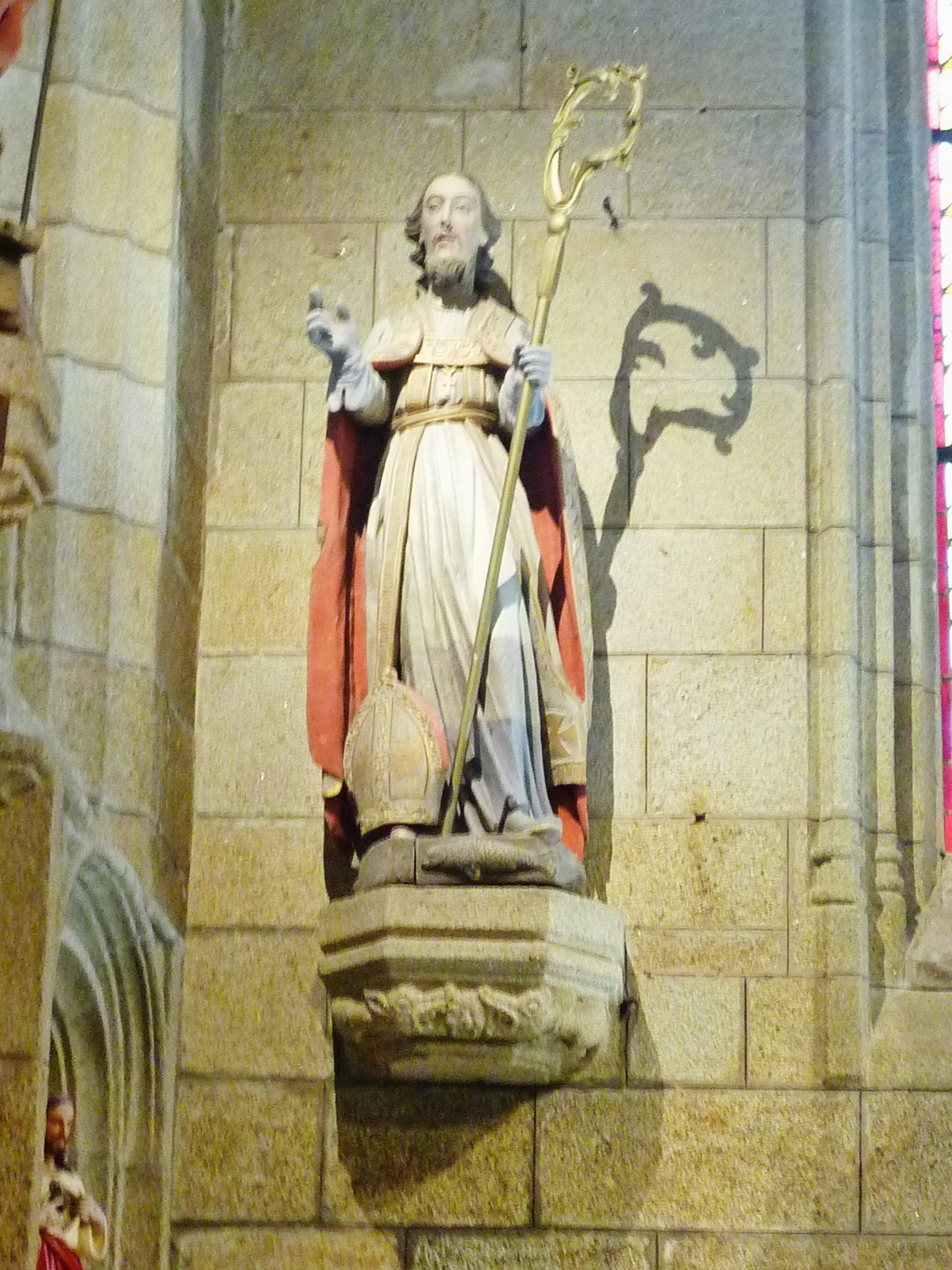
Saint-Corentin
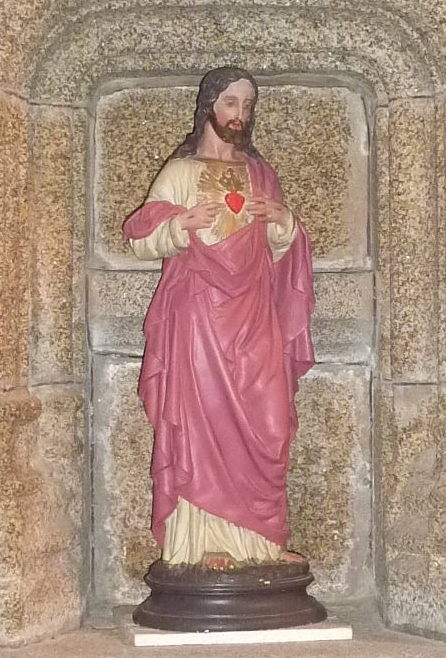
statue du Sacré-Cœur
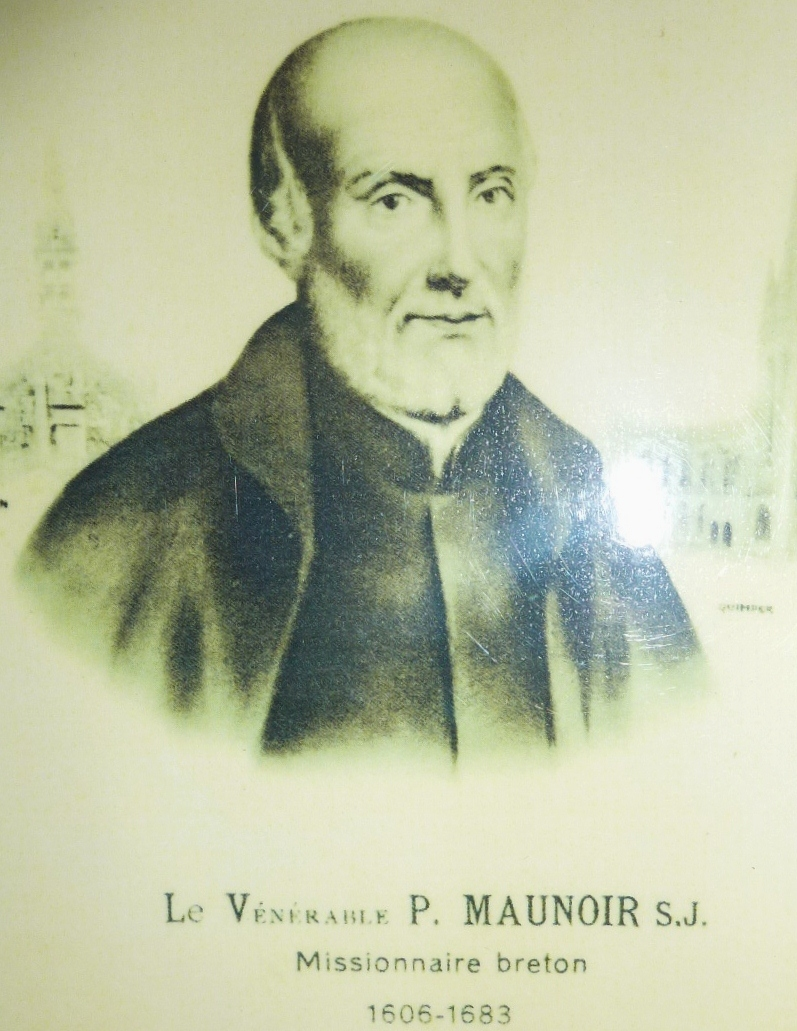
portrait du père Maunoir, célèbre prédicateur breton